# Arsenophonus
Genre
Arsenophonus est un genre de bacilles Gram négatifs (BGN) de la famille des Morganellaceae. Son nom, construit sur les racines grecques arsen (ἂρρσην,-ενος : mâle) et phonos (φόνος,-ου : meurtre), signifie littéralement "le tueur de mâles". Il fait référence à une caractéristique biologique de l'espèce type du genre, Arsenophonus nasoniae, qui infecte les individus femelles d'une espèce de guêpes parasites (Nasonia vitripennis) et cause la mort de la majorité de leurs embryons mâles.

## Liste d'espèces
Selon la LPSN (20 octobre 2022) :
- Arsenophonus apicola Nadal-Jimenez et al. 2022
- Arsenophonus nasoniae Gherna et al. 1991 – espèce type